# Tetranchyroderma monokerosum
Tetranchyroderma monokerosum is een buikharige uit de familie Thaumastodermatidae. Het dier komt uit het geslacht Tetranchyroderma. Tetranchyroderma monokerosum werd in 2007 voor het eerst wetenschappelijk beschreven door Lee & Chang. 